# Vydubycký monastýr
Vydubycký monastýr (ukrajinsky Видубицький монастир) je klášter v centru ukrajinské metropole Kyjeva.
Klášter patří k nejstarším památkám ve městě. Založil jej Vsevolod I. Jaroslavič, syn Jaroslava Moudrého v letech 1070–1077. V raném středověku se stal centrem rozvoje kultury i vzdělanosti a stal se také domovem několika autorů Pověstí dávných let. V roce 1240 byl klášter vypleněn při mongolském vpádu.
Po podepsání Brestlitevské unie se stal sídlem prvních tří metropolitů Řeckokatolické církve. Po roce 1635 byl nicméně klášter opět vrácen pravoslavné církvi.
V raných dobách existence sovětského státu byl klášter přebudován na dělnickou ubytovnu, poté v něm sídlil Archeologický institut. Po druhé světové válce byl obnoven a v současné době slouží svému původnímu účelu.